# Леонтий Елевтериадис
Леонтий (на гръцки: Λεόντιος, Леонтиос) е гръцки духовник, митрополит Вселенската патриаршия.

## Биография
Роден е в Янина със светската фамилия е Елевтериадис (Ελευθεριάδης). Преподава в цариградското девическо училище Запио. През ноември 1882 година става дякон. Завършва Богословския факултет на Атинския университет. Служи като протосингел на Солунската митрополия при митрополит Григорий.
На 29 септември 1885 година е избран за китроски епископ от епархийския синод в църквата „Свети Димитър“ в Солун. На 10 април 1892 година е кандидат за дринополски митрополит, а на 12 август 1893 година е избран за парамитийски епископ. През юни 1895 година епархията му е повишена в митрополия. На 13 февруари 1896 година става филаделфийски митрополит.
На 29 април 1899 година наследява Константин Хадзиапостолу като мелнишки митрополит. На поста остава до 15 (27) февруари 1901 година. В Мелник не предприема активни действия срещу разширяващото се българско просветно и църковно движение и затова е прехвърлен.
В 1901 година става касандрийски архиепископ в Полигирос. Остава на поста до 8 август 1903 година, когато е преместен за митрополит в Енос. Остава начело на Еноската епархия до 1907 година, когато подава оставка. През 1911 година е назначен за патриаршески екзарх в Мецово, но решението среща силна съпротива сред населението в Екзархията, което издига кандидатурата на мецовчанина архимандрит Йеротей. На 28 януари 1912 година решението за назначаване на Леонтий в Мецово е отменено.
Умира през януари 1918 година.